# David Šain
David Šain (* 8. Februar 1988 in Osijek) ist ein kroatischer Ruderer.
Šain begann 2003 mit dem Rudersport, bei den Junioren-Weltmeisterschaften 2006 belegte er mit dem kroatischen Doppelvierer den zweiten Platz hinter dem deutschen Boot. Bei den U23-Weltmeisterschaften 2007 bildete er zusammen mit Valent Sinković einen Doppelzweier, der auf den vierten Platz ruderte. Bei den Ruder-Weltmeisterschaften 2007 saßen die beiden im Doppelvierer, der den 17. Rang belegte. Šain trat bei den Ruder-Europameisterschaften 2008 im Einer an und platzierte sich als Zehnter. 
2009 trat Šain bei der ersten Weltcupregatta in Banyoles mit Damir Martin im Doppelzweier an, die beiden erreichten den vierten Platz. Bei der zweiten Weltcupregatta in München siegte der kroatische Doppelvierer mit David Šain, Martin Sinković, Damir Martin und Valent Sinković. In dieser Besetzung siegte das Boot auch bei den U23-Weltmeisterschaften, bei den Ruder-Weltmeisterschaften 2009 kamen die Kroaten als viertes Boot ins Ziel.
2010 siegten die vier Kroaten bei allen drei Weltcupregatten sowie bei den U23-Weltmeisterschaften. Nach einem zweiten Platz hinter dem polnischen Boot bei den Ruder-Europameisterschaften 2010 gewannen die Kroaten bei den Ruder-Weltmeisterschaften 2010 in Neuseeland den Titel. 2011 belegten die Kroaten im Weltcup die Plätze 2, 1 und 5, bei den Ruder-Weltmeisterschaften 2011 erhielt das Boot die Bronzemedaille hinter den Booten aus Australien und Deutschland. 2012 gewann der kroatische Doppelvierer alle drei Weltcup-Regatten, bei den Olympischen Spielen in London gewann er die Silbermedaille hinter dem deutschen Boot.
Bei den Ruder-Weltmeisterschaften 2013 in Chungju gewann er im Doppelvierer Gold, vor Deutschland und Großbritannien.